# Келлер, Фёдор Эдуардович
Граф Фёдор Эдуа́рдович Ке́ллер (3 (15) августа 1850, Москва — 18 (31) июля 1904, Гайпин) — русский военачальник, генерал-лейтенант (1899), директор Пажеского корпуса (1894—1900), Екатеринославский губернатор (1900—1904). Участник Сербско-турецкой, Русско-турецкой и Русско-японской войн.

## Биография
Родом из потомственных дворян Курляндской губернии. Родился в губернском городе Москве, в дворянской семье немецкого происхождения прусского и российского графского рода Келлеров. Лютеранского вероисповедания. Сын сенатора, тайного советника Эдуарда Фёдоровича Келлера, двоюродный брат героя Первой мировой войны, русского генерала от кавалерии графа Ф. А. Келлера.
Воспитывался в Пажеском Его Императорского Величества корпусе, там же получил общее и военное образование.
С июня 1866 года — на военной службе пажом; с июля 1867 года — камер-паж. В июле 1868 года, по окончании по 1-му разряду учёбы в Пажеском корпусе, был выпущен корнетом в Кавалергардский полк. В 1872 году был произведен в поручики гвардии и в том же году поступил в Николаевскую академию Генерального штаба.
В марте 1874 года произведен в штабс-ротмистры гвардии; в декабре того же года назначен на должность полкового адъютанта Кавалергардского полка, с разрешением продолжать учёбу на дополнительном курсе Академии (учёбу в Академии завершил в 1876 году по 1-му разряду). В апреле 1876 года произведен в ротмистры гвардии. Был отчислен от должности полкового адъютанта, назначен командиром 3-го эскадрона.

### Сербско-турецкая война
Уволившись с 1 августа 1876 года от службы «по домашним обстоятельствам» ротмистр Кавалергардского полка граф Келлер отправился добровольцем на начавшуюся Сербско-турецкую войну и в августе того же года был зачислен подполковником в сербскую армию (впоследствии время, проведенное в сербской армии, было засчитано ему за действительную службу в русской армии). В августе 1876 года он принял участие в сражении при Алексинаце, затем в начале сентября того же года — в сражении при Адроваце.
5 сентября 1876 года Келлер был командирован главнокомандующим сербской армией генералом Черняевым из Делиграда с особым поручением к наследнику цесаревичу Александру Александровичу и к фельдмаршалу князю Барятинскому. Быстро выполнив поручение, он уже 22 сентября вернулся в долину Моравы, где 24 сентября был назначен начальником левого крыла III корпуса, действовавшего против Османа-паши, причём отряд Келлера (10 батальонов, 1 эскадрон, 10 орудий) отбил у Копыта 4 октября 1876 года стремительную атаку турок. Через два дня Келлер перешёл в наступление для занятия Зайчара и после кровопролитного боя на Копыте занял неприятельские позиции.
После разгрома сербской армии при Джунисе (17/29 октября 1876 года) и объявления перемирия, остатки отошедших к Чуприи отрядов русских добровольцев были сведены Черняевым в  русскую добровольческую дивизию и Келлер был назначен начальником её штаба. Но из-за разногласия во взглядах с начальником дивизии полковником Межениновым (о мерах поддержания дисциплины) Келлер спустя два дня был освобождён от должности и 23 октября 1876 года уехал в Белград.
За боевые отличия в Сербско-турецкой войне 1876 года граф Келлер был награждён тремя сербскими наградами: офицерским крестом ордена Такова и двумя медалями «За храбрость» — серебряной и, на то время высшей военной наградой Сербии, большой золотой.
18 декабря 1876 года отставной ротмистр гвардии граф Келлер вновь был определён в службу подполковником в Генеральный штаб, с назначением состоять для поручений при штабе Одесского военного округа. В январе 1877 года он был назначен штаб-офицером для поручений при штабе 11-го армейского корпуса.

### Русско-турецкая война

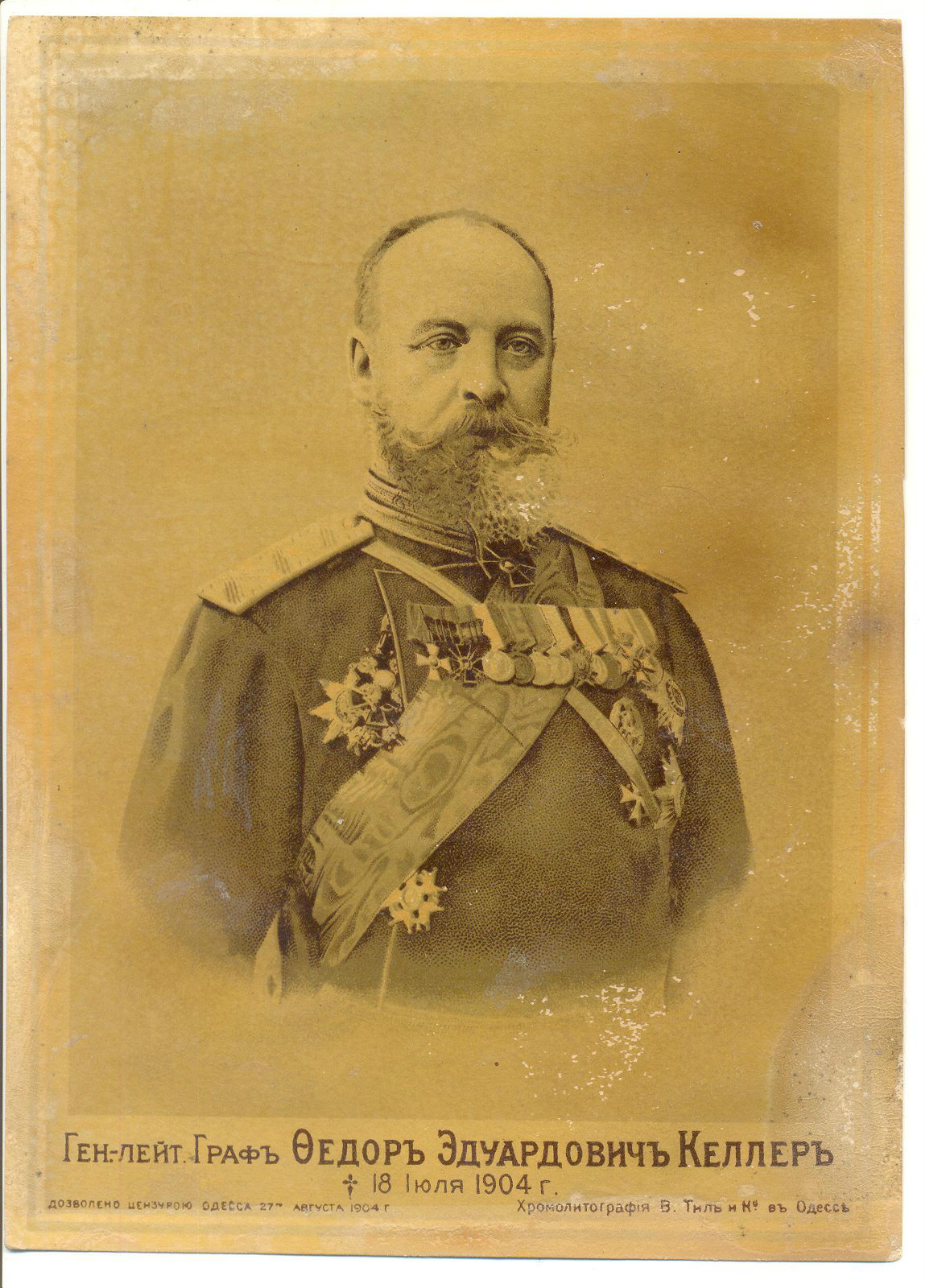

Участник Русско-турецкой войны 1877—1878 годов на Балканах. В апреле 1877 года в составе авангарда 11-го армейского корпуса перешёл Прут и участвовал в занятии Галаца, в мае того же года руководил возведением укреплений на Дунае, в июле-августе 1877 года участвовал в боях под Плевной, а в сентябре — в сражении под Чарийкиой-Церковной; с начала октября по начало декабря 1877 года находился в составе Шипкинского отряда на Шипкинских позициях.
Назначенный 24 декабря 1877 года исполняющим должность начальника штаба Иметлийского отряда генерал-лейтенанта Скобелева 2-го, вместо раненого подполковника Куропаткина, Келлер 24—27 декабря, предварительно проведя рекогносцировку, успешно провёл отряд через Иметлийский перевал, чем обеспечил победу русский войск в сражении при Шейново.
В январе 1878 года Келлер был начальником штаба авангарда Действующей армии, участвовал в делах по занятию городов Харманли и Хасково, в походе от Казанлыка к Адрианополю, затем с февраля 1878 года исполнял обязанности начальника штаба болгарского ополчения.
По заключении Сан-Стефанского мирного договора был назначен исполняющим должность начальником штаба болгарского земского войска (бывшего болгарского ополчения). В сентябре 1878 года назначен начальником штаба 1-й гренадерской дивизии.

За боевые отличия в 1877—1878 годах был награждён орденами Святого Владимира 4-й степени с мечами и бантом, Святого Станислава 2-й степени с мечами, золотой саблей с надписью «За храбрость» и, за отличие под Шейновым, получил 31 января 1878 года орден Святого Георгия 4-й степени: 
…в воздаяние за отличие, оказанное в деле с турками у Шипки, при переходе, 26 декабря 1877 года, к Иметли.
 Назначенный 19 февраля 1879 года флигель-адъютантом к Его Императорскому Величеству и произведённый в апреле того же года в полковники, он в мае 1879 года был командирован в Константинополь для участия в работах международной комиссии по определению границ Болгарского княжества.

### Послевоенный период
Из командировки возвратился в Москву в январе 1880 года. В апреле 1882 года был отчислен от должности начальника штаба 1-й гренадерской дивизии в Свиту Его Императорского Величества флигель-адъютантом.
30 декабря 1883 года Келлер был назначен командиром Лейб-гвардии 4-го стрелкового Императорской Фамилии батальона, с оставлением в звании флигель-адъютанта (был в звании флигель-адъютанта по 06.04.1890), а в апреле 1890 года произведен в чин генерал-майора, с назначением заведующим мобилизационной частью Главного управления казачьих войск и с переводом в Генеральный штаб.
4 ноября 1894 года генерал-майор Келлер был назначен директором Пажеского корпуса (с 10 декабря 1896 года он числился в списках Лейб-гвардии 4-го стрелкового Императорской Фамилии батальона, с оставлением в должности и по Генеральному штабу). Оставил по себе светлую память как гуманный и тактичный педагог.

### Губернаторство и Русско-японская война

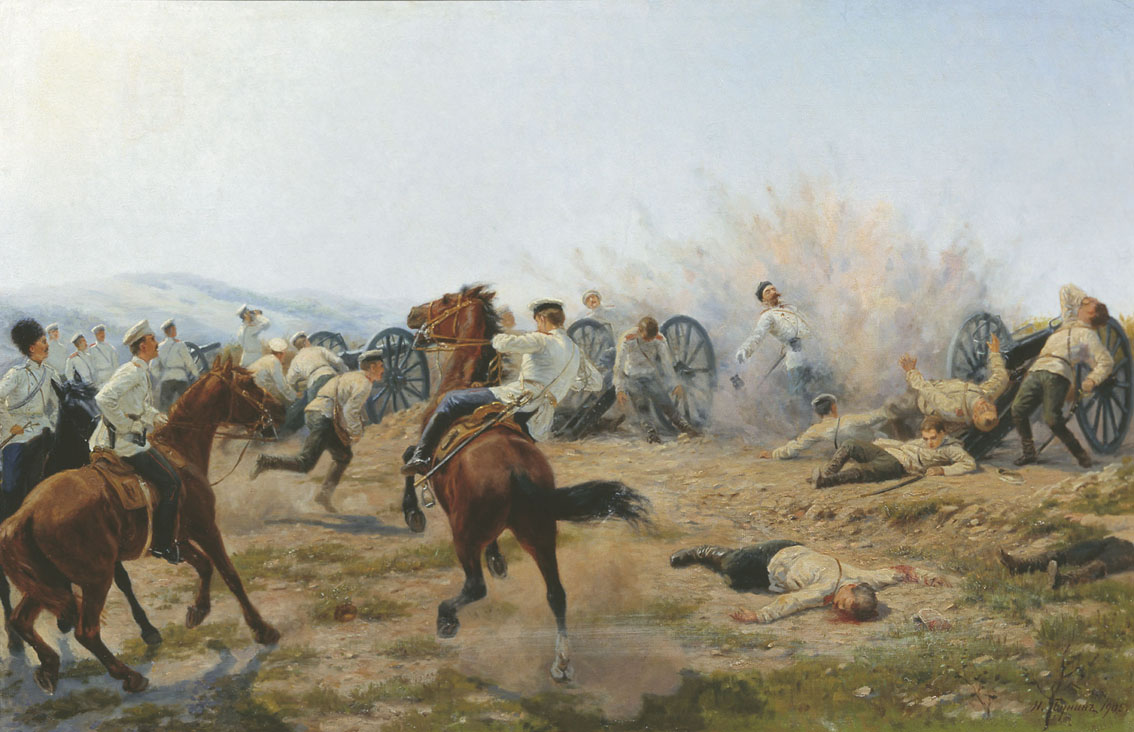
Н. Н. Бунин «Смерть генерала Келлера во время боя на Янзелинском перевале. 1904 год.» (1905)

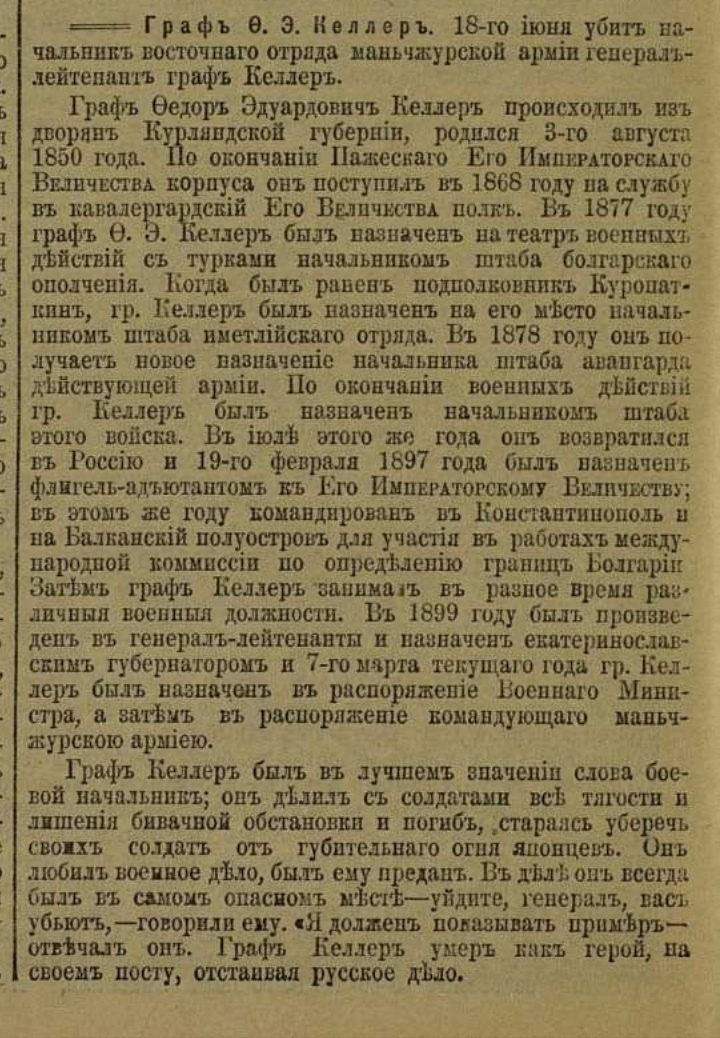
О смерти Келлера в журнале «Нива» от 1904 года (в дате назначения флигель-адъютантом опечатка, правильно — 1879 год).

Произведенный в декабре 1899 года в генерал-лейтенанты, граф Келлер в следующем году был назначен Екатеринославским губернатором. По воспоминаниям современников, губернатор Келлер отличался особой скромностью, доступностью, жизнерадостностью и простотой в обращении, «чиновник отсутствовал в нём». Его часто можно было видеть идущим по улицам Екатеринослава, или ведущим беседу в вагоне трамвая с простыми людьми, с базарными торговками. Граф никогда не держал себя, подобно большинству губернаторов, на неприступной высоте, но пользовался уважением и добрым отношением населения губернии.
С началом в 1904 году Русско-японской войны граф Келлер прикладывал немало усилий, добиваясь своего назначения в Действующую армию: «Если Ваше Высокопревосходительство считаете меня ещё годным к боевому делу, хотя бы как пушечное мясо, убедительно прошу о назначении начальником стрелковой бригады или на какую угодно иную строевую должность независимо от иерархии» — из телеграммы Келлера генерал-адъютанту Куропаткину. Высокое патриотическое чувство не позволяло графу оставаться «мирным губернатором в тылу, когда потоками лилась кровь». «Солдат должен быть на войне!» — повторял он. 7 марта 1904 года он был назначен в распоряжение Военного министра, а 4 апреля того же года — в распоряжение командующего действующей Маньчжурской армии.
Решимость и отвага губернатора Келлера вызвали бурный восторг во всех слоях населения Екатеринослава,  и устроенные в честь отбытия его на фронт пышные проводы отличались особой торжественностью и стечением огромного количества народа. 
По прибытии в Маньчжурию Келлер возглавил 2-й Восточно-Сибирский стрелковый корпус и вскоре был назначен начальником Восточного отряда вместо генерала Засулича. Храбрый и мужественный, Келлер поднял дух вверенных ему войск, всегда показываясь в самых опасных местах боя.
18 июля 1904 года, во время боя на Янзелинском перевале, сопровождаемый своим штабом, он проехал верхом к наиболее обстреливаемой японцами нашей батарее и пал, сражённый 36 пулями неприятельской шрапнели.
Похоронен в семейной усыпальнице в своём имении Сенницы (ныне — городской округ Коломна, Московской области Российской Федерации).

## Военные чины и звания
- На военной службе пажом со 02.06.1866
- Камер-паж (17.07.1867)
- Корнет гвардии (Высочайший приказ (ВП) от 12.07.1868)
- Поручик гвардии (1872; старшинство с 06.04.1872)
- Штабс-ротмистр гвардии (ВП от 31.03.1874), — за отличие по службе
- Ротмистр гвардии (ВП от 04.04.1876), — произведен на вакансию
- Подполковник Генерального штаба (ВП от 18.12.1876, старшинство с 04.04.1876)
  - Флигель-адъютант (ВП от 19.02.1879)
- Полковник (апрель 1879; старшинство с 04.04.1879)
- Генерал-майор (06.04.1890; установлено старшинство с 20.07.1891), — за отличие по службе
- Генерал-лейтенант (ВП от 06.12.1899), — за отличие по службе

## Награды
чины и звания в награду:
- Назначение флигель-адъютантом к Его Императорскому Величеству (1879)
- Чин генерал-майора (1890)
- Чин генерал-лейтенанта (1899)

ордена:
- Орден Святого Станислава 3-й степени (1872)
- Орден Святой Анны 3-й степени (1876)
- Орден Святого Владимира 4-й степени с мечами и бантом (1877)
- Орден Святого Станислава 2-й степени с мечами (1877)
- Орден Святого Георгия 4-й степени (31.01.1878)
- Орден Святой Анны 2-й степени (1882)
- Орден Святого Владимира 3-й степени (1886)
- Орден Святого Станислава 1-й степени (1892)
- Орден Святой Анны 1-й степени (14.05.1896)
- Орден Святого Владимира 2-й степени (06.04.1903)

наградное оружие:
- Золотое оружие «За храбрость» (золотая сабля с надписью «За храбрость», 13.12.1877)

благоволение монарха:
- Высочайшее благоволение (четырежды: 17.01.1884; 13.10.1890; 13.08.1891; 18.09.1892)

медали:
- «В память русско-турецкой войны 1877—1878» (серебряная; 1878)
- «В память коронации императора Александра III»» (тёмно-бронзовая; 1883)
- «В память царствования императора Александра III» (серебряная; 1896)
- «В память коронации Императора Николая II» (серебряная; 1896)

нагрудные знаки:
- знак выпускника Николаевской академии Генерального штаба (1876)
- вензелевый знак Имени Е. И. В. императора Александра II для лиц, состоявших в звании флигель-адъютанта в свите императора Александра II (1879)
- юбилейный знак выпускника Пажеского корпуса (1902)
- знак для офицеров и классных чинов Пажеского корпуса в память 100-летнего юбилея (1902)

Иностранные награды:

ордена:
- сербский орден Такова 4-й степени, офицерский крест (1876)
- болгарский орден «Святой Александр» 3-й степени с мечами (27.05.1883)
- австрийский орден Леопольда 3-го класса, командорский крест (1883)
- французский орден Почетного Легиона 3-го класса, командорский крест (1886)
- персидский орден Льва и Солнца 1-го класса (1889), — большой знак и восьмиконечная звезда ордена
- сербский орден Такова 2-го класса с мечами (1892), — крест и звезда ордена
- болгарский орден «Святой Александр» 1-й степени (1899), — большой крест и звезда ордена
- таиландский орден Сиамской короны 1-го класса (1901), — большой крест и звезда ордена

медали:
- сербская серебряная медаль «За храбрость»[серб.] (1876)
- сербская большая золотая медаль «За храбрость»[серб.] (1876), — высшая военная награда Сербии в то время
- болгарская памятная медаль «За освобождение 1877—1878»[англ.] (01.11.1880)

## Современники о Келлере

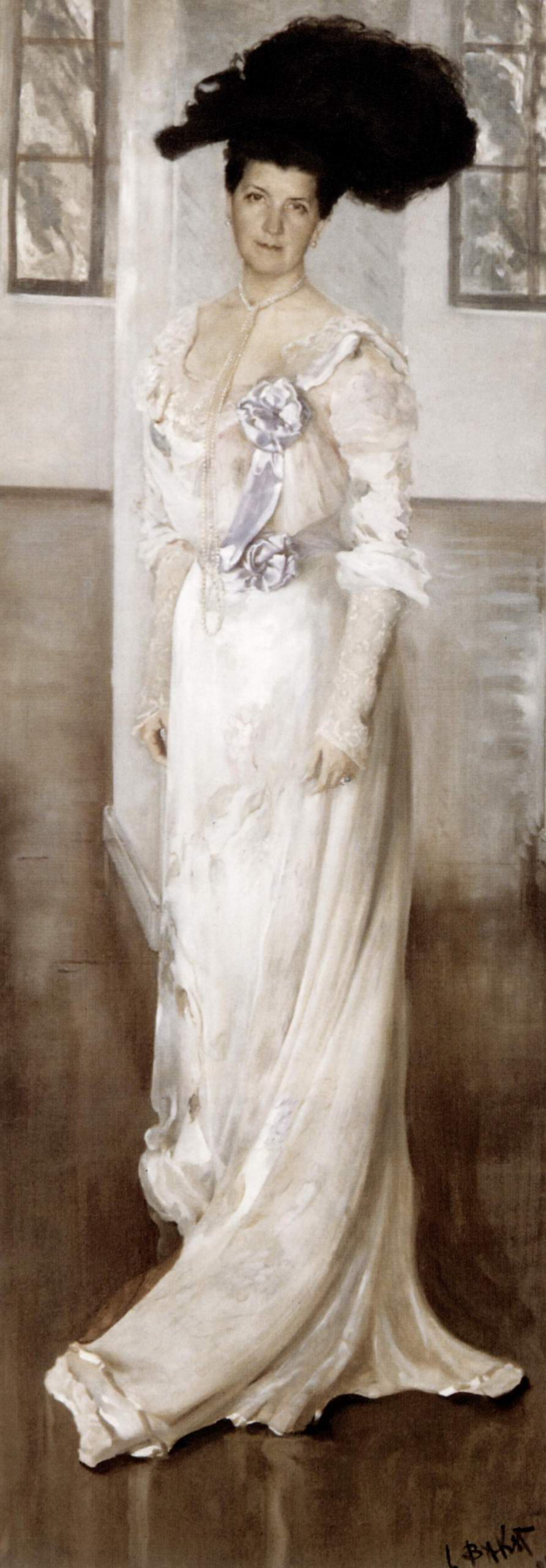
М. А. Келлер на портрете Л. Бакста

Болгарский офицер С. И. Кисов, служивший под началом Келлера во время Шейновской операции, вспоминал: «Граф Келлер был ещё молодой, но славный и храбрый боевой офицер… Кроме своих боевых качеств граф Келлер отличался просто ангельской добротой, кротким характером и любовью к своим подчинённым, о которых всегда заботился как отец; его же преданность военному делу и свойство всегда свято исполнять свои обязанности делали его неутомимым в службе».

## Семья
Жена (с 14 июля 1882 года) — княжна Мария Александровна Шаховская (1861—1944), единственная дочь генерал-лейтенанта князя Александра Ивановича Шаховского и Анны Михайловны Виельгорской. В 1875 году унаследовала село Знаменское. Выпускница Смольного института, с 1882 года — фрейлина Двора. 
В браке родились сын Александр (1883—1946) и дочь Мария (1884—1894; умерла в результате сильного удара головой о дерево во время катания на санках, похоронена в имении Сенницы).
Овдовев, Мария Александровна 10 сентября 1910 года в Берлине вышла замуж за германского дипломата барона Ганса Карла фон Флотова (1862—1935), с 1916 года в разводе. После революции жила в эмиграции. Скончалась 22 января 1944 года в Меране в Италии. 
Граф Келлер Ф. Э. владел усадьбой Сенницы в Московской губернии, за его женой состояло 20,2 тысяч десятин угодий в Рязанской и Пензенской губерниях.